# Daishi Katō
Daishi Katō (jap. 加藤 大志 Katō Daishi; ur. 26 lipca 1983) – japoński piłkarz występujący na pozycji pomocnika.

## Kariera klubowa
Od 2002 do 2009 roku występował w klubach Shonan Bellmare, Kyoto Sanga FC i Yokohama FC.